# Route M19 (Ukraine)
La M19 est une autoroute internationale ukrainienne reliant la région de  Volhynie (à la frontière de la Biélorussie) à la région de Bucovine (à la frontière de la Roumanie) et fait partie de la route européenne 85,.

## Tracé
| Km                    | Agglomérations       | Carte interactive |
| --------------------- | -------------------- | ----------------- |
| 0 km                  | Domanove / frontière |                   |
| Oblast de Volhynie    |                      |                   |
| 18 km                 | Ratne                |                   |
| 56 km                 | Stara Vyjivka        |                   |
|                       | Kovel                |                   |
| 102 km                | Holoby               |                   |
|                       | Rojychtche           |                   |
| 150 km                | Loutsk               |                   |
| Oblast de Rivne       |                      |                   |
| 191 km                | Mlyniv               |                   |
| 210 km                | Doubno               |                   |
| Oblast de Ternopil    |                      |                   |
| 247 km                | Kremenets            |                   |
| 272 km                | Vychnivets           |                   |
|                       | Zbaraj               |                   |
| 319 km                | Ternopil             |                   |
| 350 km                | Terebovlia           |                   |
|                       | Kopytchyntsi         |                   |
| 389 km                | Tchortkiv            |                   |
|                       | Tovste               |                   |
| 439 km                | Zalichtchyky         |                   |
| Oblast de Tchernivtsi |                      |                   |
| 464 km                | Kitsman              |                   |
|                       | Czernowitz           |                   |
| 504 km                | Porubne / frontière  |                   |

## Galerie

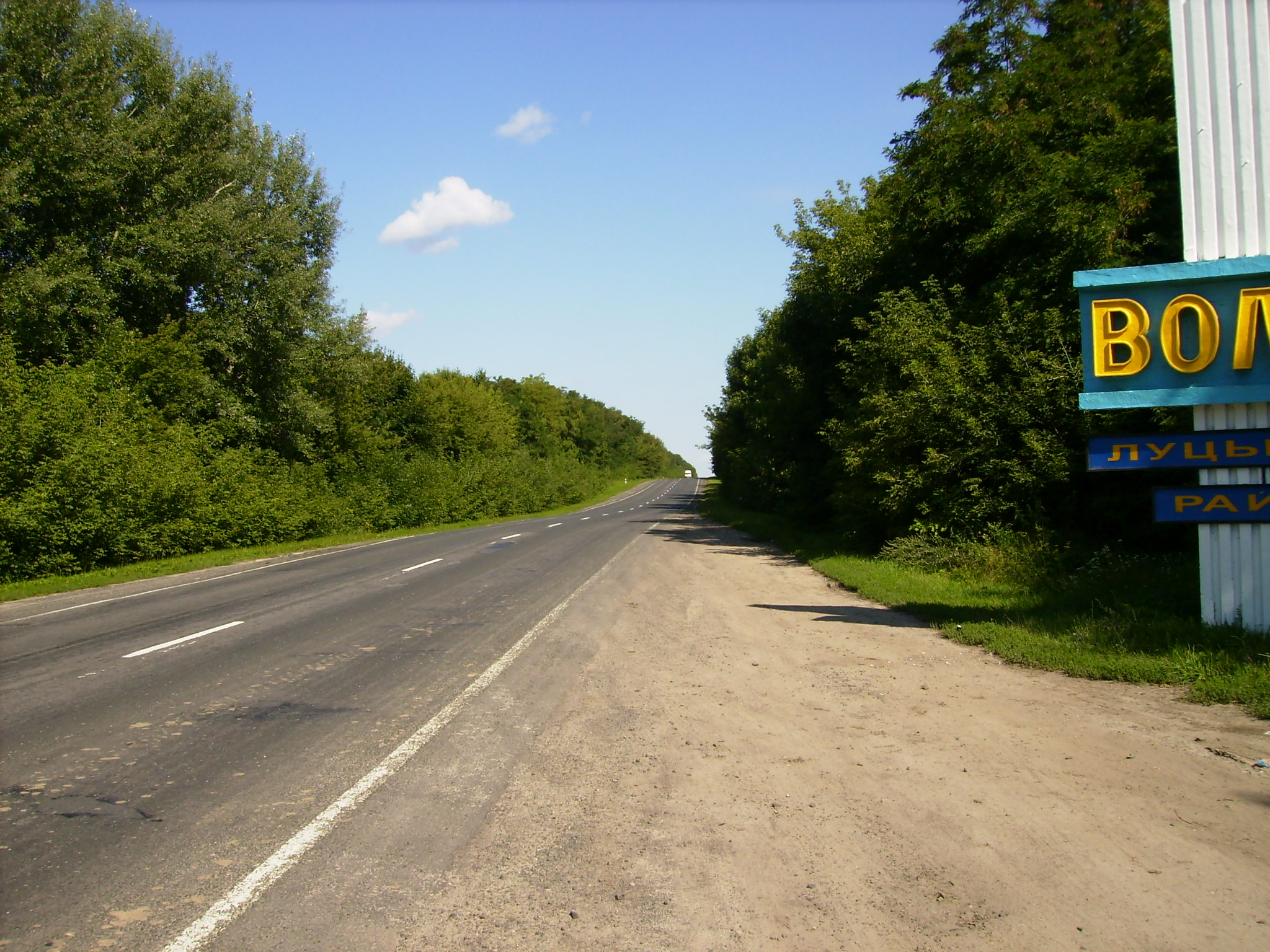
La M19 près de Lutsk
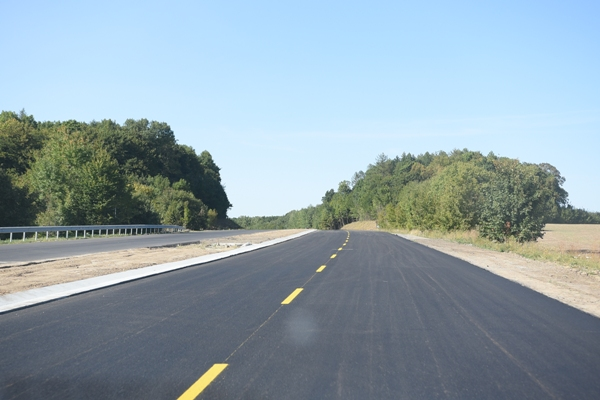
La M19 dans l'oblast de Ternopil.
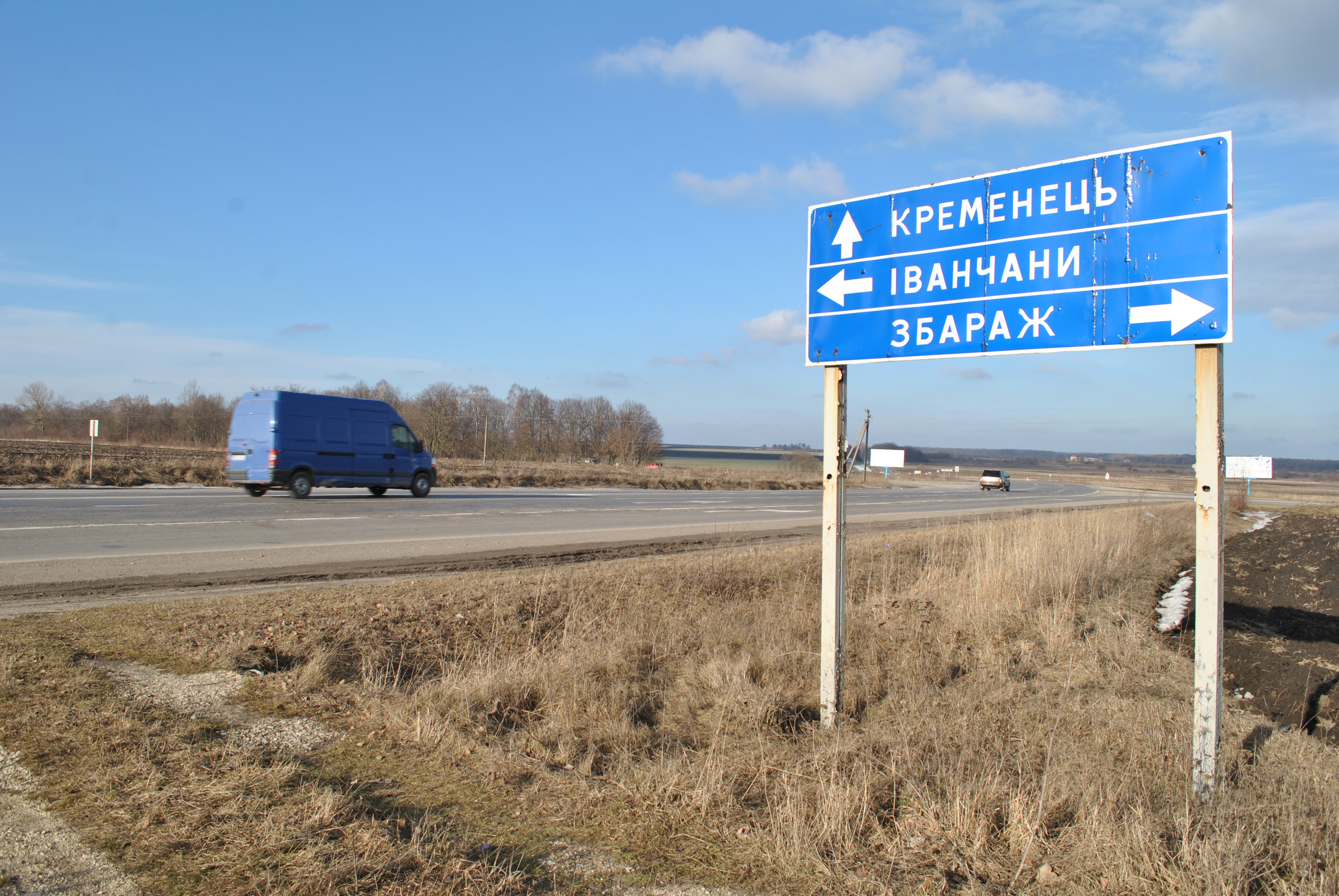
La M19 road près de Zbaraj